# Де ла Буме, Жозефин
Жозефин де ла Бом (фр. Joséphine de La Baume, род. 08.10.1984 в Париже, Франция)— французская актриса театра и кино, модель, певица. Вместе с братом Алексом де ла Бом, Жозефин является участником лондонского музыкального коллектива SingTank. В 2018 году ею основана рок-группа Film Noir.

## Карьера
В 2010 году Жозефин де ла Буме приняла участие в работе над фильмом «Наш день придёт» (фр. Notre jour viendra) режиссёра Ромена Гавраса, а позже была снята в фильме Бертрана Тавернье «Принцесса Монпансье» (фр. Lа Princesse de Montpensier), премьера которого состоялась на Каннском кинофестивале 2010 г., где он был представлен в конкурсной программе.
Затем Буме начала работать в Великобритании. В её послужном списке такие фильмы, как «Один день» (англ. One Day) режиссёра Лоне Шерфиг, Агент Джонни Инглиш: Перезагрузка (англ. Johnny English Reborn) Оливера Паркера.
С 2012 года Жозефин де ла Буме начинает работать в США. Стоит отметить съёмки в таких проектах как Поцелуй проклятой (англ Kiss of the Damned) 2012 год и Послушай, Филип (англ. Listen Up Philip) режиссёра Алекс Росс Перри.
В 2015 году Буме появилась в британо-французском фильме ужасов «Опасные попутчики» (англ. Road Games) Эбнер Пастолла, в США фильм был выпущен компанией IFC Films . В 2016 году Жозефин де ла Буме приглашена для участия в съёмках французского комедийного фильма режиссёра Аманды Штерс «Мадам» (фр. Madame). Премьера фильма состоялась 14 сентября 2017 года.

## Личная жизнь
3 сентября 2011 года Жозефин де ла Буме вышла замуж за английского диджея Марка Ронсона . В октябре 2018 года пара официально развелась . Детей в браке рождено не было.

## Фильмография
| Год  | Название                          | Оригинальное название                      | Роль             | Примечания                |
| ---- | --------------------------------- | ------------------------------------------ | ---------------- | ------------------------- |
| 2010 | Принцесса де Монпансье            | фр. Lа Princesse de Montpensier            |                  |                           |
| 2010 | Наш день придёт                   | фр. Notre jour viendra                     |                  |                           |
| 2011 | Один день                         | англ. One day                              |                  | режиссёр Лоне Шерфиг      |
| 2011 | Агент Джонни Инглиш: Перезагрузка | англ. Johnny English Reborn                |                  | режиссёр Оливер Паркер    |
| 2012 | Исповедь сына века                | англ. Confession of a Child of the Century |                  |                           |
| 2012 | Поцелуй проклятой                 | англ. Kiss of the Damned                   |                  |                           |
| 2013 | Гонка                             | англ. Rush                                 |                  | режиссёр Рон Ховард       |
| 2013 | Набережная Орсе                   | фр. Quai d'Orsay                           |                  | режиссёр Бертран Тавернье |
| 2013 | Джой де Ви.                       | англ. Joy de V.                            |                  |                           |
| 2014 | Если не ты, то я                  | фр. Arrête ou je continue                  |                  |                           |
| 2014 | Послушай, Филип                   | англ. Listen Up Philip                     |                  |                           |
| 2015 | Эва и Леон                        | фр. L'echappee belle                       | Симоне           |                           |
| 2015 | Опасные попутчики                 | англ. Road Games                           |                  |                           |
| 2017 | Мадам                             | фр. Madame                                 |                  | режиссёр Аманда Штерс     |
| 2017 | Телохранитель киллера             | англ. The Hitman's Bodyguard               |                  | режиссёр Патрик Хьюз      |
| 2017 | Пчелы делают мед                  | англ. Bees Make Honey                      |                  |                           |
| 2018 | Очень секретная служба            | фр. Au service de la France                |                  | сериал                    |
| 2018 |                                   | англ. Alien Crystal Palace                 | Лоренс           | мьюзикл                   |
| 2018 | Любовь - это вечеринка            | фр. L'amour est une fête                   |                  |                           |
| 2020 | В ожидании Ани                    | англ. Waiting for Anya                     | Мадемуазель Одап |                           |